# 河田篤秀
河田 篤秀（かわた あつし、1992年9月18日 - ）は、大阪府堺市南区出身のプロサッカー選手。Jリーグ・ザスパ群馬所属。ポジションはフォワード（FW）。

## 来歴

### プロ入り前
和泉FCに所属していた 小学6年時にU13セレッソカップに出場、優秀選手に選ばれてセレッソ大阪U-15にセレクション無しで加入した
。中学2年時にサイドバックにコンバートされるも3年の終わりにはフォワードに戻った。阪南大学高等学校1年時には近畿高校サッカー選手権大会にも出場している。
阪南大学卒業後はアルビレックス新潟シンガポールで2年間プレー。2016年4月7日のホーム・ユナイテッド戦では右ウィングバックでの出場でありながらハットトリックを達成した。リーグ戦で通算43試合に出場し19得点を記録、2016年には年間最優秀選手（Player of the Year）に輝いている。

### アルビレックス新潟
2017年よりアルビレックス新潟に「逆輸入」で移籍。シーズン前半は主にルヴァンカップに出場していたものの、5月16日に右足関節前方インピンジメント症候群と診断されたため、同日中に右足関節骨きょくおよび遊離体の除去手術を受け、全治約8～10週間の戦線離脱。この怪我により前半戦はリーグ戦での出場機会を得られなかったものの、怪我から復帰してシーズンが後半戦に差し掛かると徐々にベンチ入りする機会が増えていく。9月23日の北海道コンサドーレ札幌戦（札幌ドーム）、前半30分に札幌ゴールキーパーのク・ソンユンとの接触プレーにより負傷退場した富山貴光との交代によって途中出場すると、2点ビハインドの展開で後半80分にJリーグ移籍後初ゴール、さらに87分に同点ゴールを挙げて引き分けに持ち込んだことで呂比須ワグナー監督からの信頼を獲得。この次の試合のヴィッセル神戸戦（デンカビッグスワンスタジアム）からレギュラーに定着し残りの全試合に先発出場したものの、チームはJ2に降格。2017年シーズンは最終的にリーグ戦3得点を挙げた。
2018年はシーズン開幕前に背番号を32番から山崎亮平の柏レイソル移籍によって空き番号となった9番に変更。2月25日のJ2リーグ開幕戦、対カマタマーレ讃岐戦（Pikaraスタジアム）で先制ゴールを挙げ勝利に貢献した。3月25日の徳島ヴォルティス戦では新潟移籍後となる本拠地のデンカビッグスワンスタジアムでのゴール（先制ゴール）を挙げ、このゴールが決勝点となりチームの勝利に貢献した。

### 徳島ヴォルティス
2019年より徳島ヴォルティスに完全移籍で加入。リーグ戦では30試合に出場してチーム最多の13得点を記録。第29節のFC琉球戦では自身2度目のハットトリックを記録。J1参入プレーオフ2回戦のモンテディオ山形戦では決勝点を記録。
2020年は37試合に出場し、垣田裕暉に次ぐ9得点を挙げてチームのJ1昇格に貢献した。

### 大宮アルディージャ
2021年7月21日、大宮アルディージャに完全移籍により加入した。

### サガン鳥栖
2023年3月28日、サガン鳥栖に完全移籍。加入直後、車の手配が間に合わず自転車で試合に向かっていた。

### ザスパ群馬
2024年7月1日、ザスパ群馬に完全移籍。

## 所属クラブ
- 三原台FC（堺市立三原台小学校）
- 和泉FC（和泉市立緑ヶ丘小学校）
- 2005年 - 2007年 セレッソ大阪U-15（和泉市立石尾中学校）
- 2008年 - 2010年 阪南大学高校
- 2011年 - 2014年 阪南大学
- 2015年 - 2016年  アルビレックス新潟シンガポール
- 2017年 - 2018年  アルビレックス新潟
- 2019年 - 2021年7月  徳島ヴォルティス
- 2021年7月 - 2023年3月  大宮アルディージャ
- 2023年3月 - 2024年7月  サガン鳥栖
- 2024年7月 -  ザスパ群馬

## 個人成績
| 国内大会個人成績 | 国内大会個人成績 | 国内大会個人成績 | 国内大会個人成績 | 国内大会個人成績 | 国内大会個人成績 | 国内大会個人成績 | 国内大会個人成績 | 国内大会個人成績 | 国内大会個人成績 | 国内大会個人成績 | 国内大会個人成績 |
| 年度             | クラブ           | 背番号           | リーグ           | リーグ戦         | リーグ戦         | リーグ杯         | リーグ杯         | オープン杯       | オープン杯       | 期間通算         | 期間通算         |
| 年度             | クラブ           | 背番号           | リーグ           | 出場             | 得点             | 出場             | 得点             | 出場             | 得点             | 出場             | 得点             |
| シンガポール     | シンガポール     | シンガポール     | シンガポール     | リーグ戦         | リーグ戦         | リーグ杯         | リーグ杯         | シンガポール杯   | シンガポール杯   | 期間通算         | 期間通算         |
| ---------------- | ---------------- | ---------------- | ---------------- | ---------------- | ---------------- | ---------------- | ---------------- | ---------------- | ---------------- | ---------------- | ---------------- |
| 2015             | 新潟S            | 13               | Sリーグ          | 21               | 6                | 4                | 2                | 5                | 3                | 30               | 11               |
| 2016             | 新潟S            | 13               | Sリーグ          | 22               | 13               | 4                | 4                | 4                | 3                | 30               | 20               |
| 日本             | 日本             | 日本             | 日本             | リーグ戦         | リーグ戦         | リーグ杯         | リーグ杯         | 天皇杯           | 天皇杯           | 期間通算         | 期間通算         |
| 2017             | 新潟             | 32               | J1               | 11               | 3                | 2                | 0                | 0                | 0                | 13               | 3                |
| 2018             | 新潟             | 9                | J2               | 39               | 9                | 0                | 0                | 2                | 0                | 41               | 9                |
| 2019             | 徳島             | 9                | J2               | 30               | 13               | -                | -                | 0                | 0                | 30               | 13               |
| 2020             | 徳島             | 9                | J2               | 37               | 9                | -                | -                | 2                | 0                | 39               | 9                |
| 2021             | 徳島             | 9                | J1               | 16               | 0                | 6                | 1                | 1                | 0                | 23               | 1                |
| 2021             | 大宮             | 33               | J2               | 19               | 7                | -                | -                | -                | -                | 19               | 7                |
| 2022             | 大宮             | 10               | J2               | 40               | 7                | -                | -                | 1                | 0                | 41               | 7                |
| 2023             | 大宮             | 10               | J2               | 4                | 0                | -                | -                | -                | -                | 4                | 0                |
| 2023             | 鳥栖             | 9                | J1               | 18               | 2                | 4                | 0                | 2                | 0                | 24               | 2                |
| 2024             | 鳥栖             | 9                | J1               | 4                | 1                | 2                | 0                | 1                | 0                | 7                | 1                |
| 2024             | 群馬             | 32               | J2               | 14               | 0                | -                | -                | -                | -                | 14               | 0                |
| 2025             | 群馬             | 32               | J3               |                  |                  |                  |                  |                  |                  |                  |                  |
| 通算             | シンガポール     | シンガポール     | Sリーグ          | 43               | 19               | 8                | 6                | 9                | 6                | 60               | 31               |
| 通算             | 日本             | 日本             | J1               | 49               | 6                | 14               | 1                | 4                | 0                | 60               | 6                |
| 通算             | 日本             | 日本             | J2               | 183              | 45               | 0                | 0                | 5                | 0                | 188              | 45               |
| 通算             | 日本             | 日本             | J3               |                  |                  |                  |                  |                  |                  |                  |                  |
| 総通算           | 総通算           | 総通算           | 総通算           | 275              | 70               | 22               | 7                | 18               | 6                | 315              | 83               |

- Jリーグ初出場:2017年7月30日 J1第19節FC東京戦（味スタ）
- Jリーグ初得点:2017年9月23日 J1第27節北海道コンサドーレ札幌戦（札幌ド）
- Jリーグ初ハットトリック:2018年9月8日 J2第32節FC岐阜戦（デンカS）

## タイトル

### クラブ
アルビレックス新潟シンガポール
- Sリーグ：1回 (2016)
- シンガポール・カップ：2回 (2015、2016)
- シンガポール・リーグカップ：2回 (2015、2016)
- シンガポール・チャリティーシールド：1回 (2016)

徳島ヴォルティス
- J2リーグ：1回（2020年）

### 個人
- Sリーグ年間最優秀選手：1回 (2016)